# Конигіно
Кони́гіно (рос. Коныгино) — присілок у складі Нікольського району Вологодської області, Росія. Входить до складу Краснополянського сільського поселення.

## Населення
Населення — 64 особи (2010; 77 у 2002).
Національний склад (станом на 2002 рік):
- росіяни — 100 %